# Una folle stagione d'amore
Una folle stagione d'amore (Mad Love) è un film del 1995 diretto da Antonia Bird.

## Trama
Lo studioso e pacato Matt Leland si innamora della nuova arrivata della scuola la ribelle ed eccentrica Casey Roberts. Il ragazzo aiuterà Casey nella sua battaglia contro una forma di psicosi maniaco-depressiva, per la quale viene rinchiusa in una clinica psichiatrica dal padre. I due ragazzi riusciranno a scappare, dirigendosi verso il Nuovo Messico. Ma durante il viaggio le condizioni di Casey si aggravano.